# Motorola ROKR E1
Motorola ROKR E1（モトローラ ロッカー イーワン）は、2005年9月に発売された、モトローラの音楽携帯電話である。一般的には「ROKR（ロッカー）」、「MotoROKR（モトロッカー）」と呼ばれている。
端末にAppleの携帯電話用iTunesが搭載されており、パソコン上のiTunesとの連携に対応している。そのため、CDやファイルからのインポートの他、iTunes Store（発売された頃は「iTunes Music Store」）で購入した音楽をこの端末で聞くことができる。
音楽指向のブランドとして生まれたROKRは、後継機種にはiTunesは搭載されなくなりMotorola ROKR E2はiRadioが、Motorola ROKR E6にはRealPlayerが搭載されている。
同社の携帯電話、Motorola RAZR V3i、Motorola SLVR L7にもiTunesが搭載されている。
これら全てのiTunes搭載携帯電話は、転送できる曲が100曲までという制約条件がついている。